# Matrixx Magixx
El Matrixx Magixx Wijchen fue un equipo de baloncesto holandés que compitió en la FEB Eredivisie, la primera división del país. Tiene su sede en la ciudad de Wijchen. Disputa sus partidos en el de Horstacker.

## Nombres
- Eiffel Towers Wyba (hasta 2000)
- Eiffel Towers Nijmegen (2000-2005)
- Matrixx Magix (2005-2010)
- Magixx KidsRights Nijmegen (2010-2012)
- Matrixx Magixx Wijchen (2012-)

## Palmarés
- Liga Holandesa
  - Campeón (1): 2003
  - Finalista (1): 2007

- Copa de los Países Bajos
  - Campeón (1): 2007
  - Finalista (2): 2002, 2012